# Armenversorgung

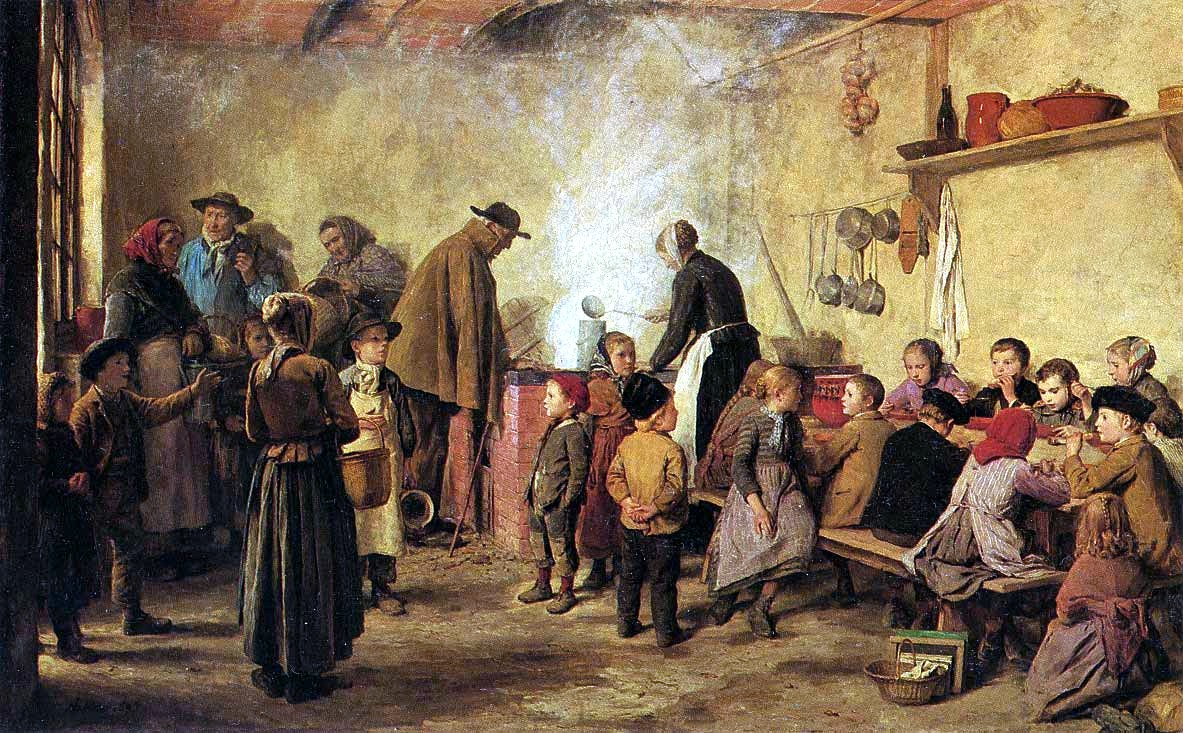
Albert Anker: Die Armensuppe (1893)

Die Armenversorgung bzw. Armenhilfe oder Armenfürsorge geht in ihren Anfängen bereits auf die ersten Jahrhunderte v. Chr. zurück.

## Frühe Geschichte
Erste Armenhäuser hat es wahrscheinlich schon im Perserreich zur Zeit des Kyros gegeben, und im Judentum war es Pflicht, Armen, Waisen und Witwen zu helfen. Verschiedene Kulturen kannten einen Zehnt, der sozialen Zwecken diente.
Forscher der Universität Münster haben den bisher ältesten hebräischen Text außerhalb der Bibel entziffert. Auf einer rund 3.000 Jahre alten Tontafel geht es um Sozialgesetzgebung und darum, wie Ausländer, Witwen und Waisen geschützt werden sollten.

## Christentum
In der Jerusalemer Urgemeinde wurde laut Apg 2 und 4 eine allgemeine Gütergemeinschaft gepflegt, um die Armen versorgen und gleichberechtigt aufnehmen zu können. Die Apostelgeschichte berichtet an mehreren Stellen darüber, aber auch von Verstößen dagegen.
Ab dem Mittelalter wurde die Fürsorge von verschiedenen Orden wie den Kreuzrittern (insbesondere Johanniter und Deutscher Orden), den Franziskanern oder Ursulinen übernommen. Viele Städte und Pfarren führten Armenkasten oder andere Einrichtungen für ihre „Hausarmen“. Auch reformorientierten Herrschern wie beispielsweise Kaiser Joseph II. war die Errichtung von Armenhäusern und -spitälern ein großes Anliegen. Es wurde später teilweise von Sozialreformern aufgegriffen, aber auch von sozial gesinnten Landesfürsten und Statthaltern. Ein Beispiel für Letztere ist der böhmische Gubernator Karl Chotek von Chotkow, der sich um 1830 neben der Förderung des allgemeinen Schulwesens auch um die Errichtung von Anstalten zur Armenversorgung verdient machte.

## Neuzeit

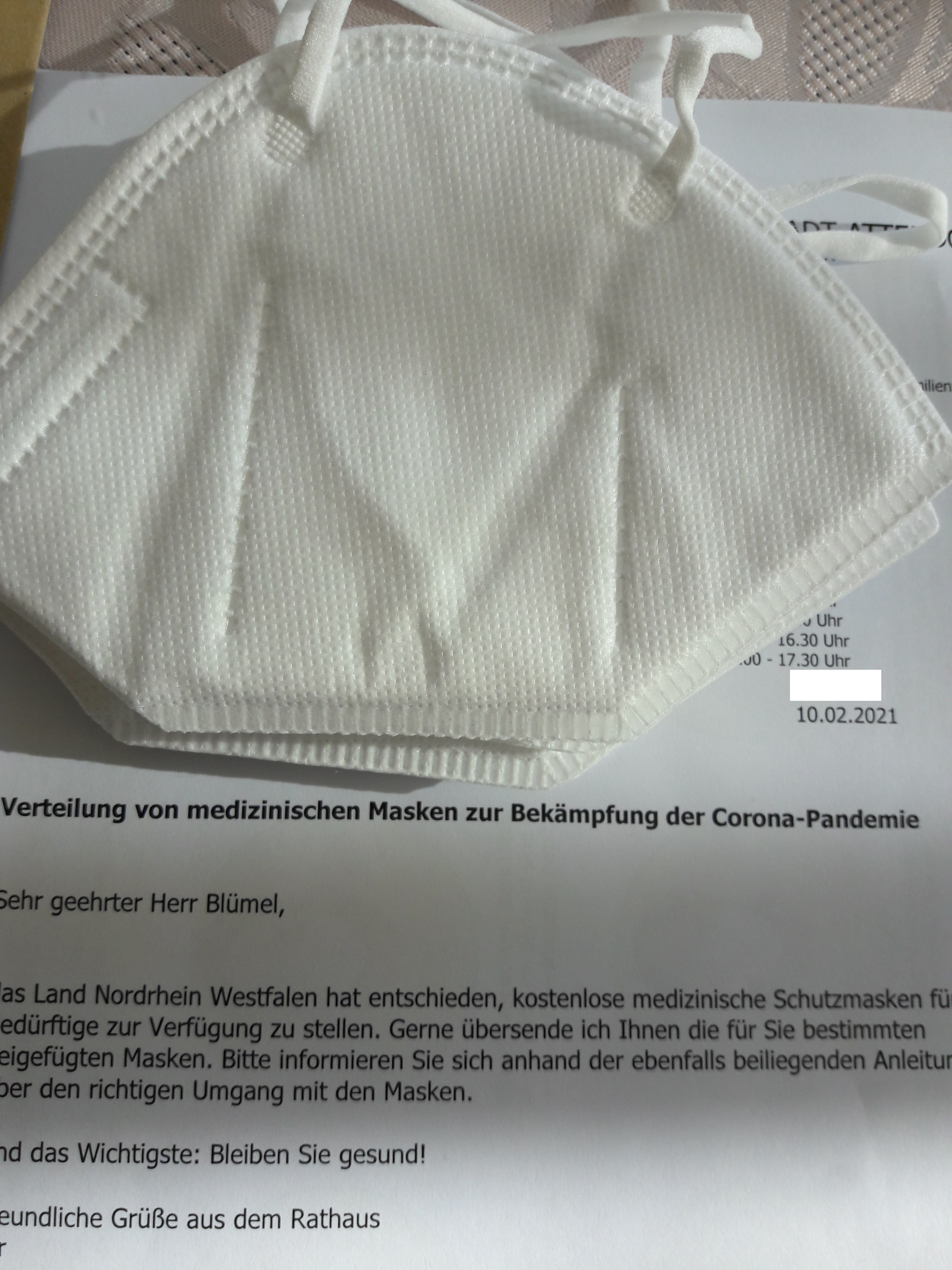
Soziales Netz: Verteilung von medizinischen Masken zur Bekämpfung der Corona-Pandemie

In den Notzeiten des 20. Jahrhunderts gehörten zur Armenhilfe auch Lebensmittelkarten, nach 1945 Ausspeisungen (z. B. der US-Besatzungsmacht), Rationen für Familien und Rentner sowie Erholungsaufenthalte für Kinder. Mit der Entwicklung des Wohlfahrtsstaates wurden Errungenschaften wie allgemeine Gesundheitsversorgung, Kranken- und Pensionskassen sowie Familienbeihilfen selbstverständlich. Heute ist das „soziale Netz“ in den meisten Industrieländern zwar eng geknüpft, leidet aber unter finanziellen Engpässen. Als Folge davon entwickeln sich widerstrebende Forderungen nach Eigenvorsorge versus Grundeinkommen oder nach Betriebspensionen und einem Mindestlohn.
In Entwicklungsländern ist hingegen nach wie vor der Familienverband die wichtigste Absicherung gegen extreme Armut, gefolgt von religiös motivierten Hilfswerken (Mission, EZA usw.) und der Entwicklungshilfe.